# 刘铨福
劉銓福（？—？），字子重，大興（今屬北京市）人，清代官員、學者。
父劉位坦，官辰州知府，好藏書。劉銓福早年随父到湖南辰州府任上。官至刑部主事，好交游，與潘文勤、谢麐伯、吴清卿、顾缉庭、鲍子年、许鹤巢等有往來。孙诗樵说他“嗜金石，善画梅兰；终日温袍敝履，晏如也”。與友人孙桐生同為紅學家。